# Mandatum
Il mandatum (in italiano assimilabile al "mandato"), nel diritto romano, era un contractus consensuale bilaterale imperfetto (le obbligazioni sorgevano di sicuro per il mandatario, non sempre per il mandante), sviluppatosi nell'ambito del ius gentium, per cui un soggetto conferiva un incarico ad altro soggetto, il quale si impegnava a eseguirlo gratuitamente. Nessun compenso era dovuto al mandatario (se si conveniva un compenso e ne ricorrevano gli estremi, il rapporto si faceva rientrare nella locatio conductio operis). L'incarico poteva essere dato sia per il compimento di negozi giuridici sia per atti meramente fattuali (pulire, rammendare, fare la spesa).

## Descrizione
Poteva trattarsi di un mandato nell'interesse soltanto del mandante (mea gratia) o di un mandato nell'interesse di terzi (mandatum aliena gratia). Non vennero invece concessi effetti giuridici al mandato nell'interesse del mandatario (tua gratia): a esso si attribuì il significato di semplice suggerimento. Il riconoscimento giuridico (ossia la tutela civile) del mandato avvenne con la creazione, prima, di un actio mandati in ius ex fide bona in favore del mandante (detta anche actio mandati directa) e poi di un’actio mandati contraria che sanzionavano le obbligazioni che derivavano dal mandato.
Diritti e obblighi in capo alle parti potevano essere sintetizzati come segue:
- A carico del mandatario – contro cui era data al mandante, all'occorrenza, l'actio directa - si configurò l'obbligazione di eseguire fedelmente l'incarico ricevuto e trasmetterne all'altra parte i vantaggi (diritti soggettivi) Nel mondo romano era ammessa soltanto la rappresentanza indiretta e perciò il rappresentante agiva per conto del rappresentato, ma in nome proprio e quindi doveva poi trasferire o riversare gli effetti del negozio da lui concluso nella sfera giuridica del rappresentato. Per costringere il rappresentante a questo atto, esisteva proprio l’actio mandati. Il mandatario rispondeva per dolo (in caso di inadempimento o cattivo adempimento) e, avendo violato la fiducia del mandante, su di lui gravava l'infamia.[3]
- A carico del mandante – contro cui era data al mandatario, all'occorrenza, l'actio contraria - sorgeva l'obbligo di rimborsare le spese sostenute nell'esecuzione dell'incarico, risarcire gli eventuali danni che allo stesso mandatario ne fossero derivati; assumere su di sé gli eventuali debiti che il mandatario avesse contratto a proprio nome.[4]

Il mandato si estingueva per rinunzia del mandatario e per morte di una delle due parti salvo il mandato potesse ancora essere espletato e non fosse iniziata l'esecuzione. Per pura revoca del mandante, il contratto cessava anche se era già iniziata l'esecuzione.
Faceva però eccezione il mandato di credito, che recava vantaggio al mandatario. Esso veniva utilizzato in funzione di garanzia delle obbligazioni da mutuo (fin dall'età repubblicana). La persona che accetta di farsi garante assume il ruolo di mandante, e dà incarico al (futuro) creditore- che assume pertanto il ruolo di mandatario- di dare una certa quantità di denaro in mutuo a un terzo. Si contrae in tal modo un mandatum pecuniae credendae; al creditore, una volta data la somma a mutuo, spetta sia l’actio certae creditae pecuniae contro il debitore sia l’actio mandati contraria contro il mandante (erano cumulative, l'una non escludeva l'altra).
Grazie al cosiddetto beneficium excussionis al garante convenuto in giudizio prima del debitore principale, venne riconosciuto il diritto di pretendere che venisse prima escusso il debitore principale, che cioè il creditore agisse prima contro costui anche in via esecutiva (è in questo senso che si parla di escutere).
Una volta che il debitore adempie, l’actio mandati contraria non ha più senso, perché il creditore mandatario ha già recuperato tutte le spese; viceversa il pagamento delle spese occorse nell'esecuzione del mandato da parte del mandante non libera il debitore. Il mandante garante, benché legittimato ad adempiere, può subordinare il pagamento alla cessione, da parte del mandatario creditore, dell'actio certae creditae pecuniae contro il debitore principale, in modo da potersi rivalere su di lui (gode cioè del beneficium cedendarum actionum).